# Pappelflaum
|  | Dieser Artikel wurde aufgrund von formalen oder inhaltlichen Mängeln in der Qualitätssicherung Biologie zur Verbesserung eingetragen. Dies geschieht, um die Qualität der Biologie-Artikel auf ein akzeptables Niveau zu bringen. Bitte hilf mit, diesen Artikel zu verbessern! Artikel, die nicht signifikant verbessert werden, können gegebenenfalls gelöscht werden. Lies dazu auch die näheren Informationen in den Mindestanforderungen an Biologie-Artikel. |

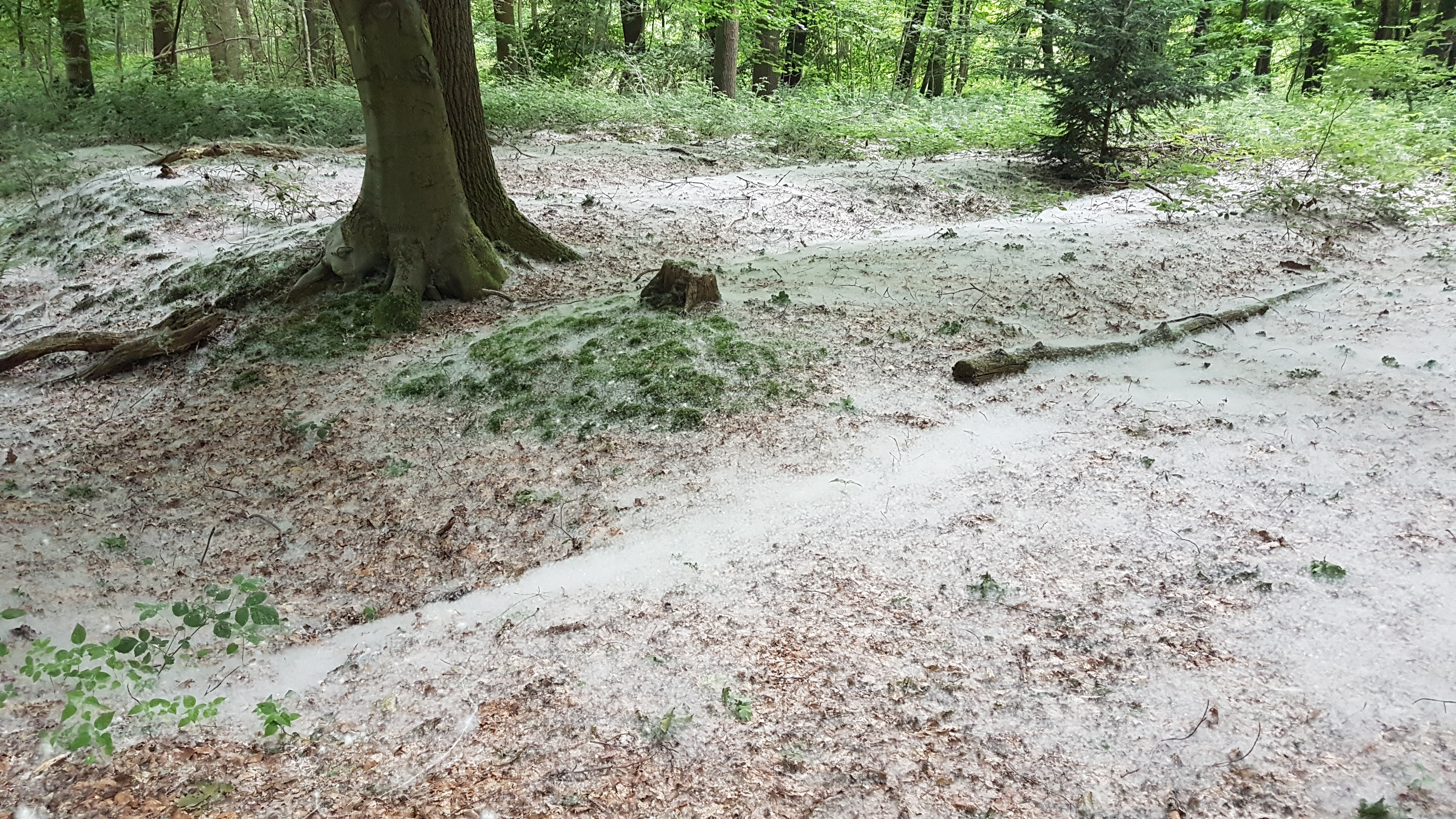
„Pappelschnee“ in einem Mischwald am Niederrhein

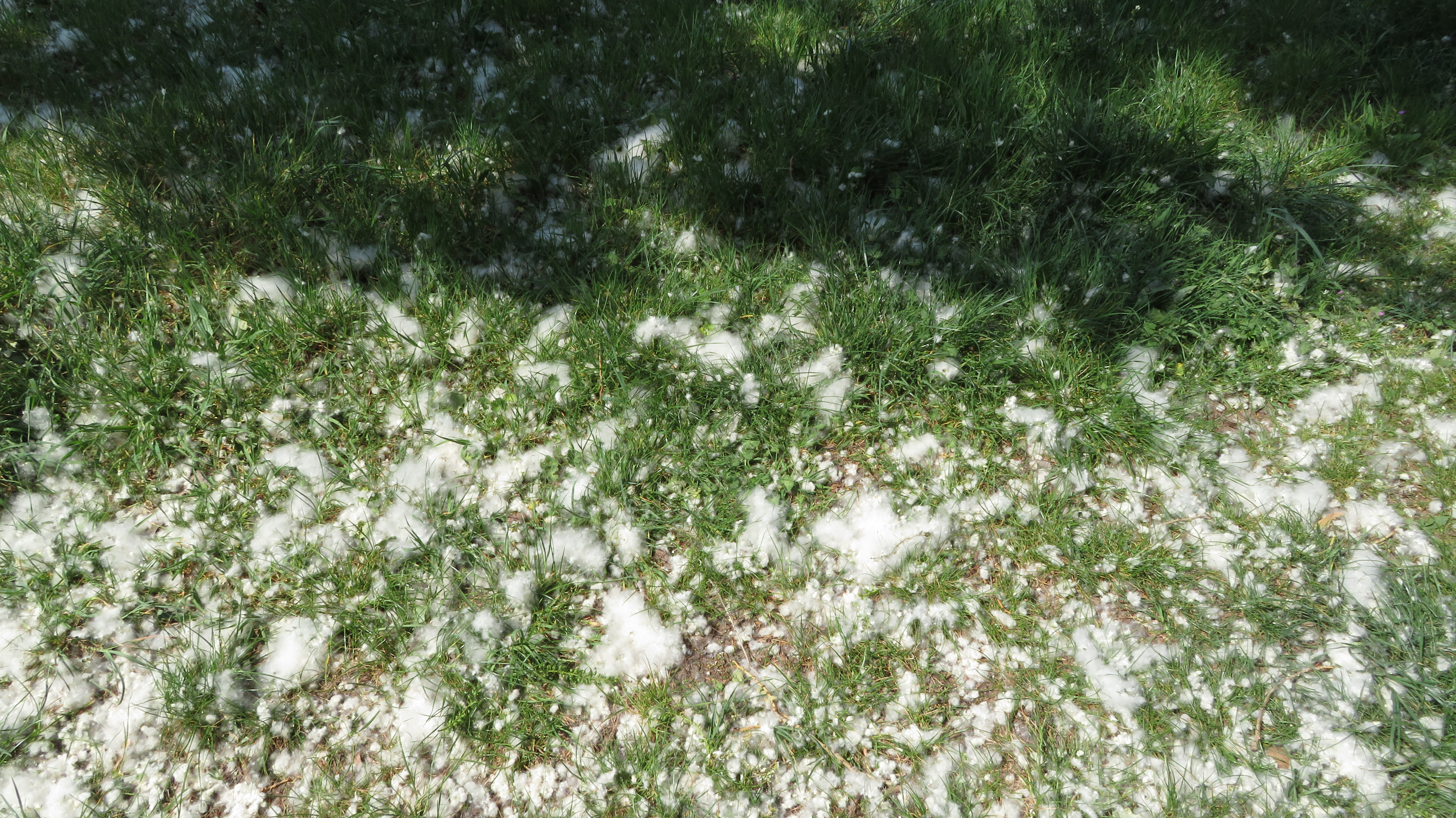
Flocken aus flaumig behaarten Pappelsamen

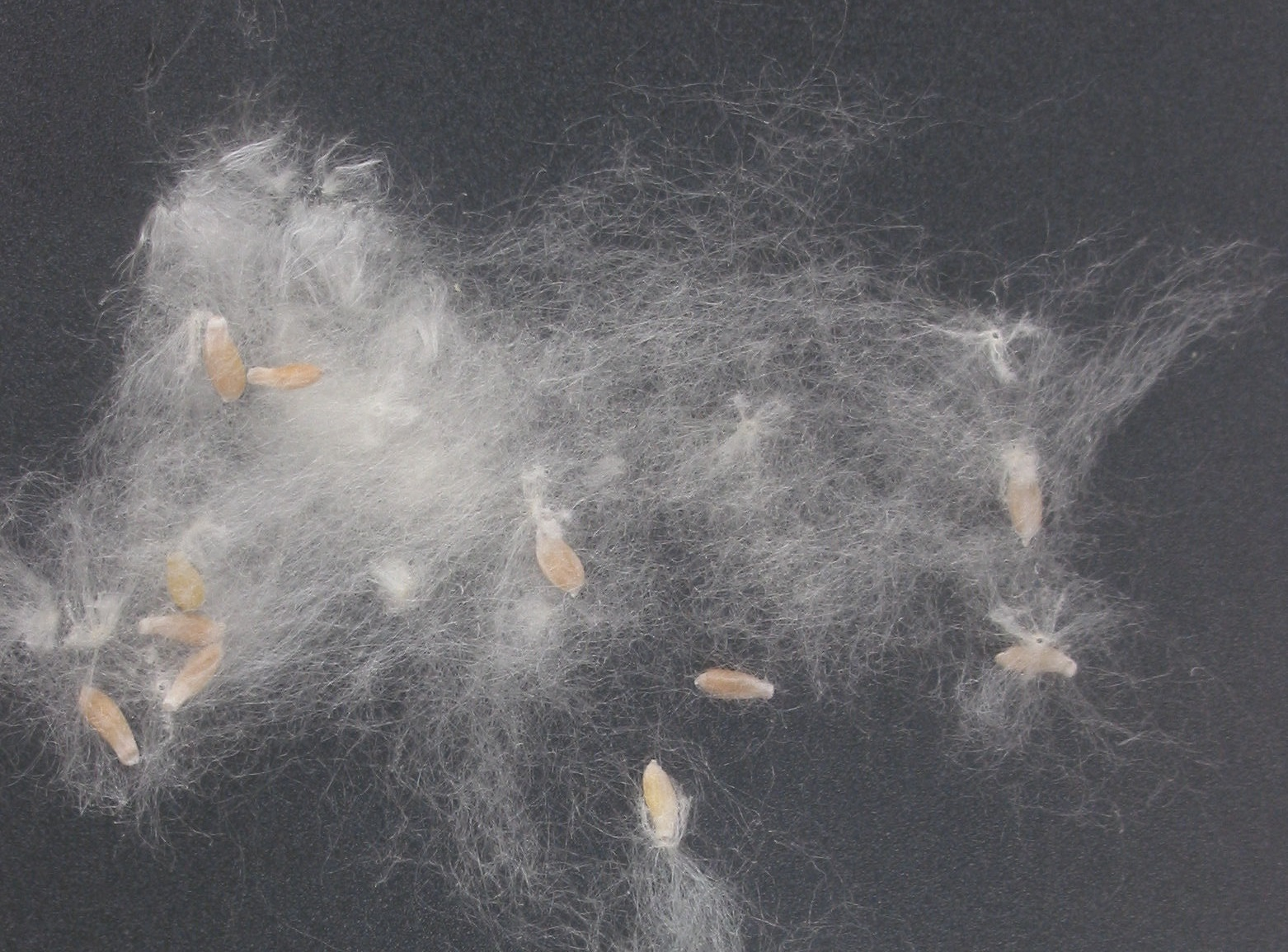
Samen mit Samenhaaren (Pappelwolle oder Pappel-Baumwolle)

Pappelflaum, „Pappelbaumwolle“, „Pappelwolle“ oder „heimische Baumwolle“ bezeichnet die Samenfasern und Fruchtwandfasern der Pappelfrüchte. Da diese Fasern an manchen Tagen ähnlich wie Schnee in Massen in der Luft herumgewirbelt werden, bezeichnet der Volksmund sie auch als „Pappelschnee“ oder „Sommerschnee“. Die Fasern umhüllen die Samen und haben in der Natur die Aufgabe, die Fruchtkapseln durch Aufquellen dann zu öffnen, wenn gute Keimbedingungen herrschen (insbesondere bei ausreichender Bodenfeuchtigkeit). Sie nehmen dafür aus der Luft die Feuchtigkeit auf und trocknen dann sehr schnell, um die Samen über weite Strecken durch die Luft zu tragen. Wenn die Samen der Pappeln im Frühsommer gereift sind, kann es zu starkem Pappel-Samenfaserflug kommen.
Die Samenfasern der Pappeln sind sehr feine (Durchmesser bis 8 µm), aus reiner Zellulose bestehende Fasern, die aber nicht die notwendige Länge (nur ca. 5 mm) und Festigkeit besitzen, um versponnen werden zu können. Daher werden sie in Mischungen mit Baumwolle, Leinen, Tussahseide, Wolle oder Kamelflaumhaar zu Vliesen verarbeitet. Als die weltweit feinsten hohlen Textilfasern weisen sie eine hohe Wärmeisolation und eine sehr gute Fähigkeit zur Wasserdampfaufnahme und -abgabe auf. Diese Eigenschaften müssen sie besitzen, um die oben beschriebene spezielle Funktion als Fruchtöffner und Flugfaser in der Natur zu erfüllen. Pappelbaumwolle fand früher Verwendung in der Herstellung von Edelpapier.
Pappelfasern besitzen keine Stickstoffatome, enthalten somit keine Proteine; daher sind sie hypoallergen.
Vertrieben werden Pappelfasern und damit gefertigte Produkte von einem Freiburger Unternehmen Pappella.